# Costus megalobractea
Costus megalobractea är en enhjärtbladig växtart som beskrevs av Karl Moritz Schumann. Costus megalobractea ingår i släktet Costus och familjen Costaceae.
Artens utbredningsområde är Kamerun. Inga underarter finns listade.